# Панов, Дмитрий Пантелеевич
Дми́трий Пантеле́евич Пано́в (1910, станица Приморско-Ахтарская, Краснодарский край —1994, Киев) — гвардии полковник авиации, участник боевых действий 1941—1945 гг.

## Биография
Окончил Качинскую военную авиационную школу лётчиков (теперь Качинское высшее военное авиационное училище лётчиков).
Участник боёв в Китае (1939 г.) в составе эскадрильи С. П. Супруна.
Участник Великой Отечественной войны. Сражался на разных фронтах с июня 1941 года по май 1945 год.
По ноябрь 1942 года был военным комиссаром 3-й эскадрильи 43-го истребительного авиационного полка. С ноября 1942 года — замполит 2-го истребительного авиаполка (85-го гвардейского истребительного авиаполка). Войну закончил Гвардии подполковником, в должности заместителя командира полка по политической части.
В последнем воздушном бою 4 мая 1945 года сбил последний, 13 по счёту, самолёт противника («Мессершмитт»).
Последние годы жил в Киеве. Умер в 1994 году.
Писатель. Автор книги воспоминаний о предвоенном СССР и войне 1939—1945 гг. «Русские на снегу: судьба человека на фоне исторической метели», изданной во Львове в издательстве «СПОЛОМ» в 2003 году уже после смерти лётчика, и добавленно редактором книги от себя для любопытного читателя.

## Награды
- Орден Красного Знамени (трижды)
- Орден Отечественной войны 1-й и 2-й степени
- Орден Красной Звезды
- медалями СССР.